# Asbecesta nigripes
Asbecesta nigripes es un coleóptero de la familia Chrysomelidae. Fue descrita científicamente por primera vez en 1915 por Weise.